# 赤黄金线鱼
赤黄金线鱼（学名：Nemipterus aurora）为金线鱼科金线鱼属的鱼类。分布于台湾恒春等，主要栖息于岩礁海域。该物种的模式产地在马来西亚东部Sabah。